# IC 229
IC 229 ist ein inexistentes Objekt im Sternbild Chemischer Ofen am Südsternhimmel im Index-Katalog, welches von dem US-amerikanisch-argentinischen Astronomen John Macon Thome im Jahre 1887 irrtümlich beobachtet wurde.